# Comtat de Neuenahr

blasó dels comtes de Neuenahr: una àliga negra sobre camp d'or

El comtat de Neuenahr fou una jurisdicció feudal del Sacre Imperi Romanogermànic centrat al voltant del castell de Neuenahr a l'Ahrtal. A l'edat mitjana en feien part els barris de Wadenheim, Hemmessen i Beul i Ramersbach al municipi de Bad Neuenahr-Ahrweiler. També hi pertanyien la major part dels barris o agregats del municipi de Grafschaft: Ringen, Beller, Bölingen, Bengen, Karweiler, Leimersdorf, Oeverich, Niederich, Birresdorf, Holzweiler, Esch i (fins a 1382) Gelsdorf. Tres pobles del municipi de Grafschaft no pertanyien al comtat: Vettelhoven (Enclavament del protectorat -Vogtei- d'Ahrweiler dependent de l'Arquebisbat de Colònia, Lantershofen (feu de l'arquebisbat de Colònia i més tard domini directe imperual) i Nierendorf (a la Landskron de la bancada de cavallers de l'imperi). A més hi pertanyien al nord els pobles de Fritzdorf, Ersdorf, Altendorf, Wormersdorf i Klein Altendorf així com l'exclavament de Ramershoven amb Peppenhoven (condomini de Rheinbach). Com a propietat en condomini amb els Cavallers de l'Imperi (Landskron) el comte de Neuenahr tenia drets als pobles de Gimmigen i Kirchdaun. Per un canvi territorial el 1659 Adendorf, Arzdorf, Eckendorf i Villip que des del 1546 pertanyien al comtat, van quedar separats de Neuenahr.
El castell de Neuenahr fou construït al voltant de 1225 pels comtes per Neuenahr, una nova branca sorgida vers 1221 de la família d'Are-Hochstaden-Nürburg. La línia d'Hochstaden-Neuenahr o més habitualment només Neuenahr va durar del 1221 al 1358. Amb la mort de Guillem III el 1358 va desaparèixer la línia Neuenahr. La seva filla Catarina de Neuenahr es va casar amb dotze anys amb Johann de Saffenburg de la casa de Saffenburg. L'herència femenina en aquell temps només estava reconeguda en excepcions, i així Joan IV de Rösberg, d'una línia senyorial col·lateral, es va revoltar reclamant els drets al comtat de Neuenahr. La lluita per l'herència va durar dècades. Els habitants del comtat de Neuenahr que tenien ja els impostos pagats a Catarina per Neuenahr-Saffenburg, que residia a les terres de Saffenburg del seu marit, foren obligats per Joan IV de Rösberg, que es va aconseguir establir al castell Neuenahr, a pagar el delme a ell una segona vegada. Joan IV de Rösberg es va dedicar més a encarcerar cavallers i robars i saquejar comerciants que portaven cap al Rin les seves mercaderies, i va obtenir guanys addicionals amb la presa d'ostatges al comerciants Ahrweiler que alliberava només després del pagament d'un rescat. La ciutat més perjudicada fou Ahrweiler que pertanyia a l'arquebisbe de Colònia, però l'arquebisbe no va intervenir malgrat interessos evidents (el comtat de Neuenahr podia ser el tros de connexió territorial entre la part principal dels dominis de l'arquebisbat i la zona de Drachenfelser Ländchen, Meckenheim i el Rin a la part nord, i els exclavaments al voltant d'Ahrweiler, Altenahr i Nürburg a la banda meridional); l'arquebisbe considerava poc important el comtat de reduïda extensió. En canvi un altre poderós rival, el duc de Jülich va enviar les seves tropes de 1371 a 1379 i les milícies d'Ahrweiler, contra Joan IV de Rösberg i després d'un setge de quatre mesos aquest va haver de rendir el castell de Neuenahr que fou destruït pels vencedors (1372); l'arquebisbe de Colònia va imposar a les dues línies de família que es barallaven la promesa que en aquest lloc no es podria edificar mai més un castell (que es podia convertir un altre cop en el niu de cavallers dedicats al robatori o en un obstacle pel trànsit des de i cap a Ahrweiler) i el 1382 el comtat fou de fet mediatitzat per l'arquebisbat de Colònia. L'Arquebisbe volia incorporat el comtat i ho va aconseguir de fet però altre cop va intervenir el duc de Jülich que tenia drets feudals sobre el comtat reconeguts per l'imperi i concedits pels reis alemanys al voltant de Sinzig i Remangen, Jülich hauria pogut ja agafar el feu totalment en aquell temps com després va fer (el 1546), ja que la correlació de forces en aquell temps era favorable.
Per l'enllaç del Comtat de Gueldre i el ducat de Jülich, aquest podia evitar encara la plena Einverleibung (incorporació) del comtat de Neuenahr a Colònia. Jülich protestava contra l'Einverleibung junt amb el seu propi senyor feudal superior formal l'elector palatí del Rin. El 1382 Colònia i la línia Neuenahr-Saffenburg de Catarina acordaren llavors una dominació comuna sobre el comtat de Neuenahr. Així Colònia va tenir el condomini sobre el comtat de Neuenahr de 1382 fins a 1546.
La línia Neuenahr-Saffenburg va durar fins al 1425. El 1425 va esdevenir Neuenahr-Saffenburg-Virneburg fins al 1546. El 1546 en extingir-se la línia Neuenahr-Saffenburg-Virneburg el duc de Jülich va adquirir el comtat de Neuenhar, que va rebutjar la mediatització i va acabar imposant les seves exigències a l'Arquebisbe de Colònia. La situació va durar fins al 1609 quan va començar la lluita successòria pels ducats de Jülich i Clèveris i el 1614 pel tractat de Xanten el comtat de Neuenhar amb Jülich i Berg van passar al Palatinat-Neuburg. El 1685 després que el Palatinat-Neuburg va heretar la condició d'electoral, el comtat de Neuenhar va quedar integrat dins el Palatinat Electoral o de Neuburg, fins al 1742, i al Sulzbach fins al 1799.